# Закат цивилизации
«Закат цивилизации» (англ. Extinction) — американский научно-фантастический фильм режиссёра Бена Янга. Премьера фильма состоялась 27 июля 2018 года. Над сценарием фильма работал Эрик Хайссерер, номинант на премию «Оскар» за фильм «Прибытие». Также сценаристами фильма выступили Брэд Кэйн, ранее работавший на сценарием сериалов «Грань» и «Чёрные паруса», и дебютант Спенсер Коэн.

## Сюжет
В центре сюжета фильма оказывается главный герой Питер, которому каждую ночь снятся кошмары, в котором город подвергается нападению превосходящих по силе и технологиям неизвестных гуманоидов. В какой то момент сновидения делают жизнь невыносимой, и Питер поддаётся уговорам начальника и жены Алисы посетить сомнологический центр, где случайно от другого клиента клиники узнаёт что подобные видения снятся не ему одному, и что в клинике, тем кто сюда обращается, стирают память. Услышав это Питер решил уйти из клиники. В один из дней его кошмар становится реальностью: в повседневную земную жизнь вторгается неизвестная сокрушительная сила, которая уничтожает всё на своём пути. Город подвергается бомбардировке, а на улицы высаживается десант пришельцев, который расстреливает всех кто попадётся ему на пути. Одного гуманоида Питеру получилось нейтрализовать и забрать оружие, которым однако он не смог воспользоваться, так как оно активируется по неизвестным биометрическим данным (отпечатки пальцев). Будучи инженером, Питер смог разобраться с устройством оружия и даже убить несколько пришельцев, после чего он принимает решение вместе с женой и двумя дочерьми попытаться найти путь в убежище, которое находится на предприятии где он работал. Пришелец, у которого Питер отобрал оружие пришёл в себя и начал поиски Питера по вмонтированному в оружие маячку. В ходе спуска в подземные коммуникации Алиса получает ранение, её быстро покидают силы, что вынуждает их остановится. Пришелец находит их, однако Питеру снова удаётся одолеть противника, после чего выясняется что пришельцы являются людьми. Питер приказывает пришельцу нести раненую Алису в убежище, где ей начинают оказывать экстренную медицинскую помощь. Однако потерявшей сознание Алисе пытаются помочь не стандартным способом, а используют разряд электрического тока. Возмущённый безрезультатными действиями парамедиков, Питер соглашается на помощь пришельца, заявившего что «выучил всё о вашем народе». Дочери уходят с остальными эвакуирующимися, а пришельца, которого уже хотели убить, оставляют вместе с Питером и Алисой. Пришелец раскрывает рану Алисы и Питер понимает что она и он не люди. Разрезав себе грудь, Питер сделал возможным соединение кабелем своего источника энергии с синтетическим организмом Алисы. Пришелец рассказывает об истории Земли, о прошлой войне между людьми и «синтами», и что люди были вынуждены покинуть планету и улететь на Марс 50 лет назад. Восстановившая генерацию энергии Алиса вместе с Питером догоняют поезд следующий в подземное убежище со всеми выжившими «синтами». Всем синтетическими людям полностью вернулись воспоминания.

## В ролях
- Майкл Пенья — Питер, муж Алисы
- Лиззи Каплан — Алиса, жена Питера
- Майк Колтер — Дэвид, начальник Питера
- Лилли Аспелл — Меган, дочь Рэя и Саманты
- Эмма Бут — Саманта, жена Рэя и мать Меган
- Израэль Бруссар — Майлз
- Лекс Шрэпнел — Рэй, муж Саманты и отец Меган
- Эрика Тремблэй — Люси, дочь Питера и Алисы, сестра Ханны
- Амелия Крауч — Ханна, дочь Алисы и Питера, сестра Люси
- Никола Кент — Люк

## Премьера
Премьера фильма Extinction состоялась 27 июля 2018 года на Netflix. Первоначально показ фильма планировался на 26 января 2018 года, но вскоре фильм выбыл из графика премьер без объяснения причин. Позже было сообщено, что Netflix приобрёл фильм от Universal для дальнейшего производства.